# Arcoppia corniculifera
Arcoppia corniculifera är en kvalsterart som först beskrevs av Sandór Mahunka 1978.  Arcoppia corniculifera ingår i släktet Arcoppia och familjen Oppiidae. Inga underarter finns listade i Catalogue of Life.